# Bruder-Konrad-Ritt
Der Bruder-Konrad-Ritt ist eine Reiterprozession zum Gedenken des heiligen Kapuziners Konrad von Parzham, des Schutzpatrons der Landwirte, der im Volksmund Bruder Konrad genannt wurde.

## Geschichte
Am 30. Mai 1912 wurde Pater Josef Anton Keßler von Harsberg aus der Diözese Speyer als Vizepostulator bestellt, um den Seligsprechungsprozess für Bruder Konrad durchzuführen. P. Josef Anton stammte aus der Sickinger Höhe.
Am 10. Dezember 1930 wurde P. Josef Anton von Papst Pius XI. mit dem Amt des Postulators für den Heiligsprechungsprozess Bruder Konrads beauftragt. Am Tag der Heiligsprechung im Jahre 1934, der zu einem der größten Wallfahrtstage Roms wurde, nahmen 5000 deutsche Pilger teil.
Es finden verbreitet noch viele Bruder-Konrad-Ritte an verschiedenen Orten zur Segnung der Landwirte statt.

## Bruder-Konrad-Ritt in Utweiler
Ursprünglich fand die Prozession in Blieskastel statt. Jedoch musste der Ritt dort 1935 wegen „äußerer Widerstände politischer Natur“ (gemeint war der Nationalsozialismus) ausfallen. Seit 1936 wird der Bruder-Konrad-Ritt von Medelsheim aus über Peppenkum nach Utweiler zur Bruder-Konrad-Kirche in Saarpfalz geführt.
An der Prozession dürfen Reiter, Traktoren und Gespannführer teilnehmen. Auf einem Wagen der Prozession wird eine Reliquie des hl. Bruder Konrad mitgeführt. Zum Abschluss der Prozession wird den Reitern und ihren Pferden wie auch den teilnehmenden Fahrzeugen der Segen gespendet. Im Anschluss wird eine Heilige Messe unter freiem Himmel gefeiert. Die Organisation des Rittes sowie die Bewirtung der Gäste übernimmt zum größten Teil die Freiwillige Feuerwehr Utweilers, jedoch helfen alle Bewohner sowie die Nachbarn der umliegenden Dörfer.
Der Bruder-Konrad-Ritt in Utweiler findet immer am Pfingstmontag statt.

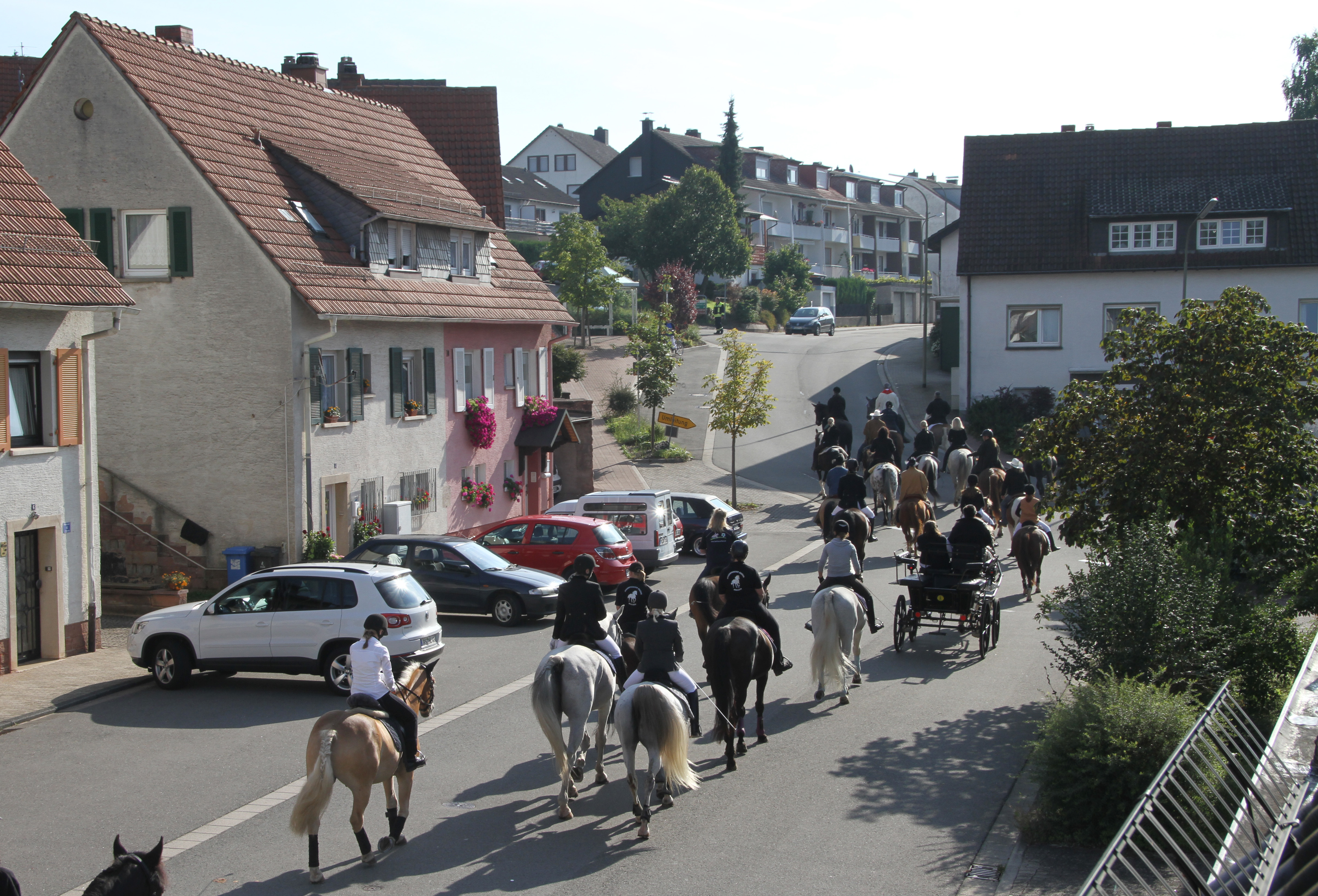
Bruder-Konrad-Ritt in Rodalben

## Weitere Orte
- Bruder-Konrad-Ritt in Rodalben, jeweils Anfang September[7]
- Bruder-Konrad-Ritt in Wallhalben, jährlich am ersten Sonntag im Mai[8]